# Maschalanthus
Maschalanthus là một chi rêu trong họ Pterigynandraceae.